# Philippe Adams
Philippe Adams (Mouscron, 19 de novembro de 1969) é um automobilista belga. Disputou duas provas de Fórmula 1 em 1994, pela equipe Lotus.

## Carreira
A carreira de Adams teve início aos 12 anos, no kart, se profissionalizando em 1984, com apenas quinze anos, pilotando carros de turismo. Em 1991, tentou se classificar para a etapa de Suzuka, válida pela Fórmula 3000 Japonesa, porém não conseguiu classificação para o grid. No ano seguinte, competiu no Campeonato Britânico de Fórmula 3, terminando a temporada em segundo lugar, e em 1993 ingressou na Fórmula 2 britânica, onde se sagrou campeão, com duas vitórias.

## Fórmula 1
Um ano depois de se sagrar campeão da F-2, Adams tinha um sonho em mente: disputar uma corrida de Fórmula 1. Para isto, firmou um acordo com a tradicional equipe Lotus, tendo que desembolsar 500 mil dólares (a Lotus estava em crise financeira, e disputava sua última temporada) para disputar três corridas.
Parte do financiamento veio de uma apólice de seguro retirada durante uma corrida da Belgian Procar (campeonato belga de turismo) em Spa, vencida por ele. Durante os treinos, Adams bateu por duas vezes (na primeira batida, chegou a causar bandeira vermelha), mas teve forças para se classificar na última posição do grid de largada. Sua primeira participação em uma corrida de F-1 foi curta, pois Adams abandonou vítima de spun-off.
Por conta do acordo com a Lotus, seria substituído pelo italiano Alessandro Zanardi no GP de Monza. No seu retorno, ocorrido no GP de Portugal, fez mais um treino ruim, tendo um desempenho melhor apenas que o do francês Jean-Marc Gounon, da Simtek - ficou com o penúltimo lugar no grid. Adams, que já sofria com as limitações do seu carro, foi novamente suplantado pelo companheiro de equipe, Johnny Herbert. Mesmo assim, o belga terminou em décimo-sexto (e último) lugar em Estoril, a quatro voltas do vencedor, Damon Hill. Esta foi a última corrida de Adams na categoria. Ainda poderia ter disputado o GP da Europa, em Jerez de la Frontera, mas a Lotus decidiu invalidar o acordo, fazendo com que Adams perdesse sua vaga para o finlandês Mika Salo. Depois disso, a Bélgica ficaria por 17 anos sem ter representantes nascidos no país disputando uma temporada de F-1 - marca quebrada em 2011 por Jérôme d'Ambrosio.
Depois de sua curta carreira na F-1, Adams retornou à Bélgica, disputando campeonatos regionais de turismo. Por problemas pessoais, chegou a abandonar a carreira aos 32 anos de idade, virando gerente de vendas da SEAT em seu país.